# Renate Hoy
Renate Hoy (* 31. Dezember 1930 als Renate Anita Huy in Ludwigshafen am Rhein; † 1. Juli 2024) war eine deutsche Schönheitskönigin und Schauspielerin der 1950er-Jahre.

## Leben
1952 wurde sie in Baden-Baden zur Miss Germany gekürt und nahm im Sommer desselben Jahres an der Wahl zur Miss Universe teil, wo sie das Finale erreichte (Platz 5). Anschließend blieb sie in den Vereinigten Staaten, schloss einen Filmvertrag mit den Universal Studios und drehte mehrere Filme.
Hoy heiratete in den 1950er-Jahren den Schauspieler Brett Halsey, mit dem sie zwei Kinder bekam. Im Februar 1960 wurde sie US-amerikanische Staatsbürgerin. Nach ihrer Scheidung heiratete sie einen prominenten Anwalt aus Long Beach, der sich auf Bürgerrechte der Ureinwohner spezialisiert hatte. Das Paar bekam ebenfalls ein Kind. Hoy lebte in Südkalifornien und starb im Juli 2024 im Alter von 93 Jahren.

## Filmografie
- 1953: Die Welt gehört ihm (The Mississippi Gambler)
- 1953: Abbott and Costello Go to Mars
- 1953: Das goldene Schwert (The Golden Blade)
- 1954: Schloß Hubertus
- 1955: Der Seefuchs (The Sea Chase)
- 1956: Die falsche Eva (The Birds and the Bees)
- 1958: Ein gewisses Lächeln (A Certain Smile)
- 1958: Bestie des Grauens (Missile to the Moon)
- 1959: Über den Gassen von Nizza (The Man Who Understood Women)